# Lijst van voetbalinterlands Sovjet-Unie - Turkije
Deze lijst van voetbalinterlands is een overzicht van alle officiële voetbalwedstrijden tussen de nationale teams van de Sovjet-Unie en Turkije. De landen speelden in totaal veertien keer tegen elkaar. De eerste ontmoeting, een vriendschappelijke wedstrijd, werd gespeeld in Moskou op 16 november 1924. Het laatste duel, een kwalificatiewedstrijd voor het Wereldkampioenschap voetbal 1990, vond plaats op 15 november 1989 in Simferopol.

## Wedstrijden
| №  | Plaats     | Datum             | Competitie           | Wedstrijd             | Uitslag |
| -- | ---------- | ----------------- | -------------------- | --------------------- | ------- |
| 1  | Moskou     | 16 november 1924  | Vriendschappelijk    | Sovjet-Unie – Turkije | 3 – 0   |
| 2  | Ankara     | 15 mei 1925       | Vriendschappelijk    | Turkije – Sovjet-Unie | 1 – 2   |
| 3  | Moskou     | 18 juni 1961      | WK 1962 kwalificatie | Sovjet-Unie – Turkije | 1 – 0   |
| 4  | Istanboel  | 12 november 1961  | WK 1962 kwalificatie | Turkije – Sovjet-Unie | 1 – 2   |
| 5  | Moskou     | 16 oktober 1966   | Vriendschappelijk    | Sovjet-Unie – Turkije | 0 – 2   |
| 6  | Kiev       | 15 oktober 1969   | WK 1970 kwalificatie | Sovjet-Unie – Turkije | 3 – 0   |
| 7  | Istanboel  | 16 november 1969  | WK 1970 kwalificatie | Turkije – Sovjet-Unie | 1 – 3   |
| 8  | Kiev       | 2 april 1975      | EK 1976 kwalificatie | Sovjet-Unie – Turkije | 3 – 0   |
| 9  | İzmir      | 23 november 1975  | EK 1976 kwalificatie | Turkije – Sovjet-Unie | 1 – 0   |
| 10 | Ankara     | 5 oktober 1978    | Vriendschappelijk    | Turkije – Sovjet-Unie | 0 – 2   |
| 11 | Moskou     | 23 september 1981 | WK 1982 kwalificatie | Sovjet-Unie – Turkije | 4 – 0   |
| 12 | İzmir      | 7 oktober 1981    | WK 1982 kwalificatie | Turkije – Sovjet-Unie | 0 – 3   |
| 13 | Istanboel  | 10 mei 1989       | WK 1990 kwalificatie | Turkije – Sovjet-Unie | 0 – 1   |
| 14 | Simferopol | 15 november 1989  | WK 1990 kwalificatie | Sovjet-Unie – Turkije | 2 – 0   |

## Samenvatting
| Competitie        | Totaal gespeeld | Winst Sovjet-Unie | Gelijk | Winst Turkije | Doelsaldo Sovjet-Unie – Turkije |
| ----------------- | --------------- | ----------------- | ------ | ------------- | ------------------------------- |
| WK-kwalificatie   | 8               | 8                 | 0      | 0             | 19 − 2                          |
| EK-kwalificatie   | 2               | 1                 | 0      | 1             | 3 − 1                           |
| Vriendschappelijk | 4               | 3                 | 0      | 1             | 7 − 3                           |
| Totaal            | 14              | 12                | 0      | 2             | 29 − 6                          |